# Jan Tarnowski
Jan Amor Tarnowski (Tarnów, 1488 – 16 maggio 1561) fu un importante szlachcic e magnate nella Confederazione Polacco-Lituana.

## Biografia
I suoi genitori furono Jan Amor Tarnowski e Barbara Zawisza z Różnowa, ebbe due mogli: Barbara Tęczyńska, con cui ebbe due figli, Jan Aleksander Tarnowski e Jan Amor Tarnowski, mentre l'altra consorte fu Zofia Szydłowiecka, dalla quale ebbe Zofia Tarnowska e Jan Krzysztof Tarnowski.

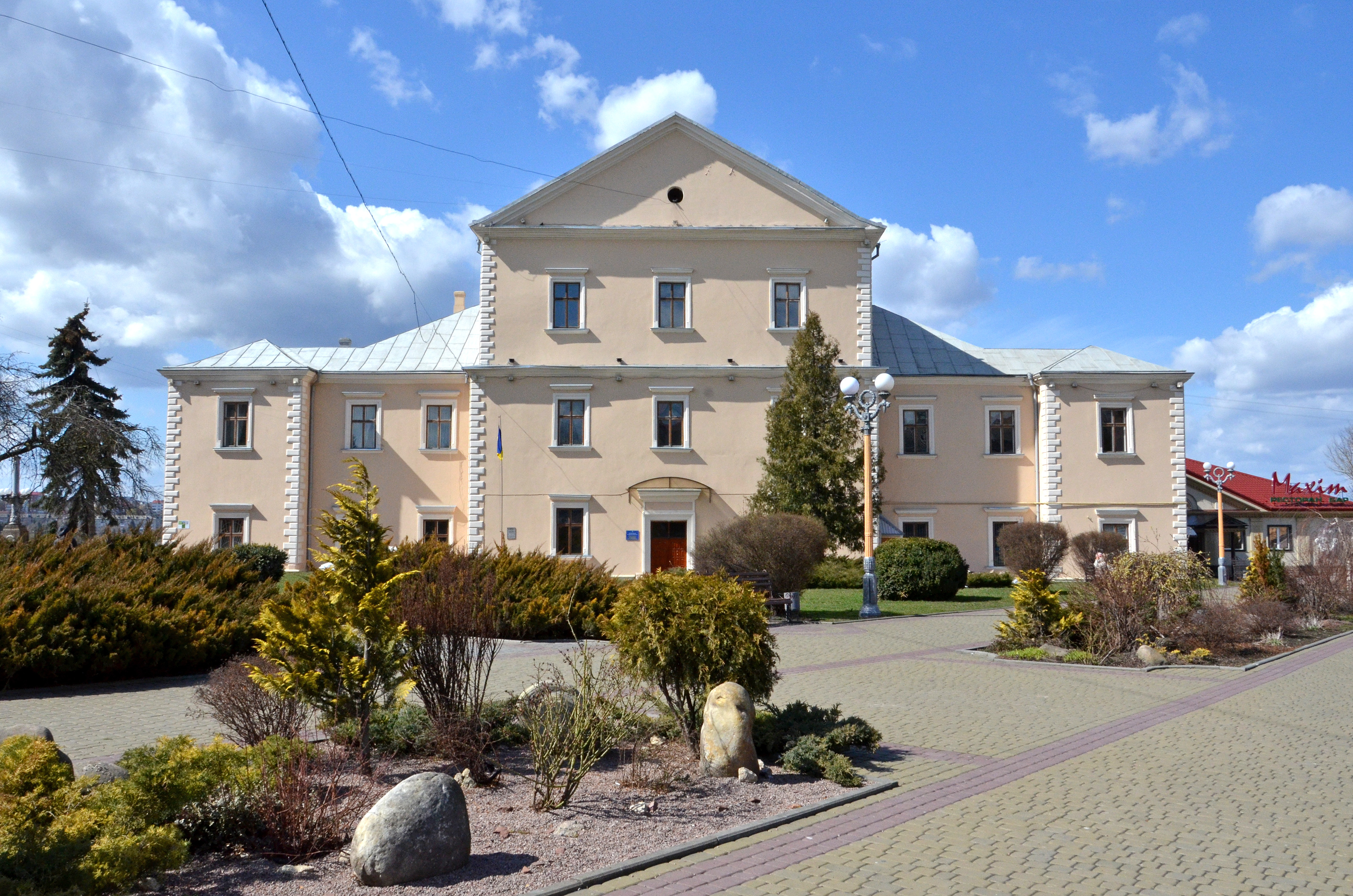
Il castello di Tarnopol

Fondò la città di Tarnopol e fece costruire il castello, i cui lavori durarono quasi 8 anni (dal 1540 al 1548). Nel 1548 per migliorare le difese al castello decise di costruire un lago artificiale, il lago Tarnopol. Nel XVI secolo si estendeva per circa 7 km.
Oltre alle numerose azioni belliche sviluppò l'artiglieria a cavallo e costruì ospedali da campo grazie ai soldi ottenuti dal governo.